# Воскресенське (Калязінський район)
Воскресенське (рос. Воскресенское) — присілок в Калязінському районі Тверської області Російської Федерації.
Населення становить 13 осіб. Входить до складу муніципального утворення Нерльське сільське поселення.

## Історія
Від 2005 року входило до складу муніципального утворення Нерльське сільське поселення.

## Населення
| 1859 | 1888 | 2002 | 2010 |
| ---- | ---- | ---- | ---- |
| 182  | ↘152 | ↘17  | ↘13  |